# Bahnstrecke Virkkala–Ojamo
| Zug mit Lokomotive 3 in den 1930er Jahren                                                                       |                     |                     |                     |
| Bahnstrecke Virkkala–Ojamo (hellrot)                                                                            |                     |                     |                     |
| Streckenlänge:                                                                                                  | 7 km                |                     |                     |
| Spurweite: | 1000 mm (Meterspur) |                     |                     |
| Streckengeschwindigkeit:                                                                                        | 30–40 km/h          |                     |                     |
| |                     |                     |                     |
| \| \| 0 \| Virkkala (Kalkwerk) \| Virkkala (Kalkwerk) \| \| \| 7 \| Ojamo (Steinbruch) \| Ojamo (Steinbruch) \| |                     |                     |                     |
| Kopfbahnhof Streckenanfang                                                                                      | 0                   | Virkkala (Kalkwerk) | Virkkala (Kalkwerk) |
| Kopfbahnhof Streckenende                                                                                        | 7                   | Ojamo (Steinbruch)  | Ojamo (Steinbruch)  |

Die Bahnstrecke Virkkala–Ojamo war eine Schmalspurbahn mit einer Spurweite von 1000 mm. Sie wurde von der finnischen Kalk- und Zementfabrik Lohjan Kalkkitehdas Oy, heute Oy Lohja Ab, gebaut. Sie verband die Kalk- und Zementfabrik Virkkala mit den Kalksteinminen in Ojamo südlich von Lohja und wurde hauptsächlich zum Transport von gebrochenem Kalkstein sowie Werkzeugen und Geräten für den Steinbruch verwendet. Für die Beschäftigten der Betriebe verkehrten an Arbeitstagen zwei Personenzugpaare.

## Geschichte
Die Strecke wurde zwischen 1927 und 1928 gebaut und 1928 in Betrieb genommen.
Die Mine Ojamo wurde 1965 als unrentabel geschlossen. Maschinen und Geräte wurden abgebaut und die Mine konnte sich mit Wasser füllen, da sich die Stollen weit unterhalb des Lohjanjärvi erstrecken und im Betrieb mit Pumpen wasserfrei gehalten werden mussten. Aus dem Pumpenraum wurden nur die Maschinen und Rohrleitungen entfernt. Die Ruinen des Pumpenraums befinden sich in einer Tiefe von etwa zehn Metern unter Wasser. In der ehemaligen Mine werden Taucher und Rettungsschwimmer ausgebildet.
Darüber hinaus gab es auf dem Werksgelände 600-mm-Gleise, die von einer selbstgebauten Lokomotive und einer Elektrolokomotive befahren wurden. Weitere Details sind unbekannt.
Die Strecke wurde 1971 abgerissen, ein Teil davon wird als Fahrweg genutzt. Die Gleise im Fabrikgelände verschwanden, als Lokschuppen und Behandlungsanlagen abgerissen wurden.

## Lokomotiven
| Nummer | Name     | Bauart    | Achsfolge  | Hersteller                                  | Fabr.-Nr./ Baujahr | Besonderes |
| ------ | -------- | --------- | ---------- | ------------------------------------------- | ------------------ | --- |
| 1      | YKKÖNEN  | Tenderlok | C t        | Henschel, Kassel                            | 19687/ 1923        | verschrottet |
| 2      | KAKKONEN | Tenderlok | B t        | Orenstein & Koppel, Berlin                  | 10942/ 1924        | verschrottet |
| 3      |          | Tenderlok | D t        | Krauss, München                             | 7558/ 1918         | in der Sammlung von Wim Pater in den Niederlanden |
| 4      | NELONEN  | Diesellok | B’ + B’ dh | Arnold Jung Lokomotivfabrik, Kirchen (Sieg) | 12022/ 1954        | Bauart Jung L50, Kalkbahn Lohja 4, 1971 an ein Holzverarbeitungsunternehmen abgegeben, bis 1976 auf der sechs Kilometer langen Bahnstrecke Kuolimojärvi–Kallavesi in Ristiina im Einsatz, vorhanden: Härtsfeld-Museumsbahn D4 |
| 5      | VIITONEN | Diesellok | B’ + B’ dh | Arnold Jung Lokomotivfabrik, Kirchen (Sieg) | 13950/ 1966        | Bauart Jung L40, Kalkbahn Lohja 5, vorhanden: Verein Dampfbahn Furka-Bergstrecke Gm 4/4 71 |

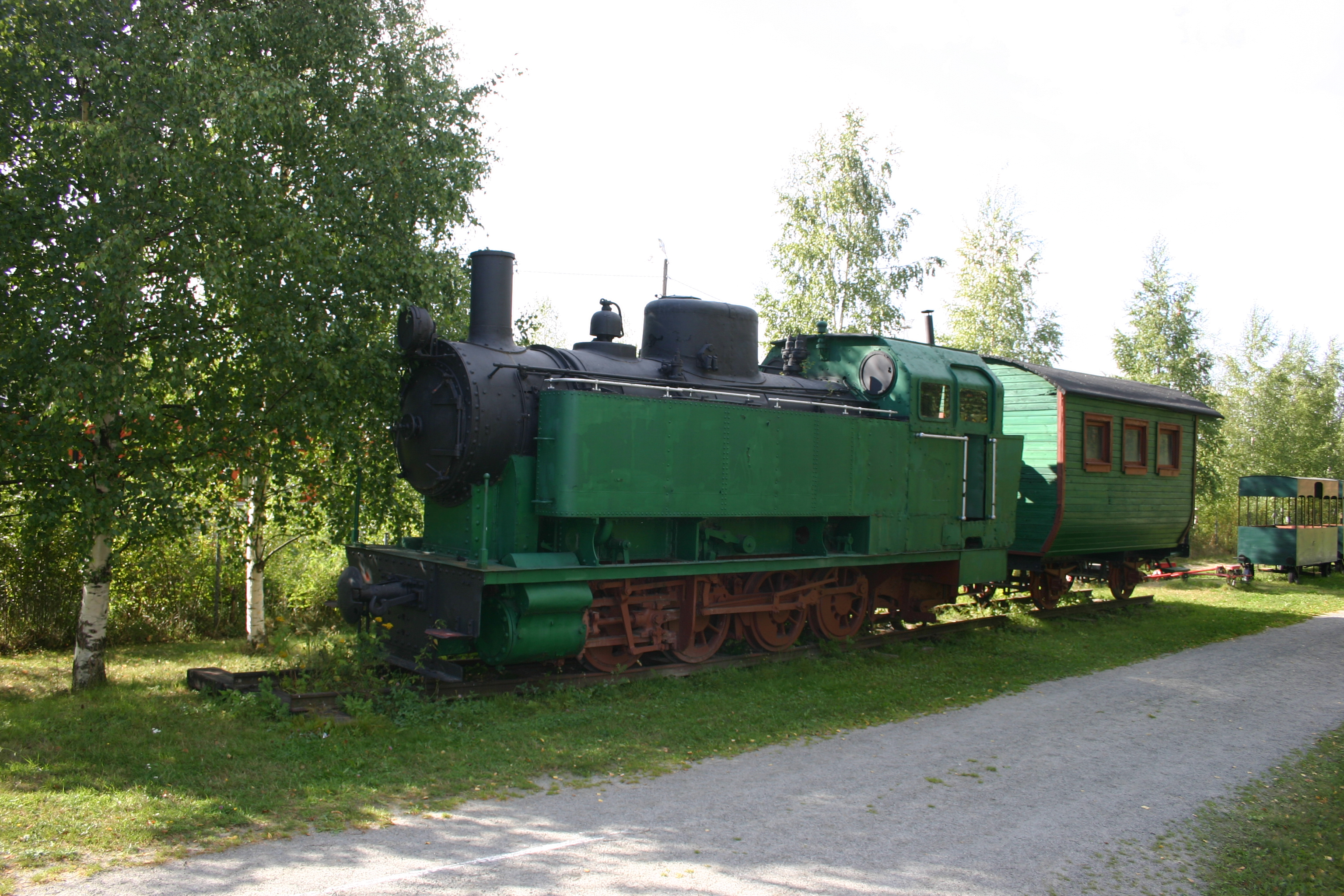
Lokomotive 3 mit dem „Saunawagen“ im Eisenbahnmuseum Haapamäki

Die letzte Betriebsinspektion einer Lokomotive wurde am 17. September 1965 durchgeführt.
Die Lokomotive 3, deren Kessel, Sand- und Dampfdom und Kamin in den 1950er Jahren von Lokomo erneuert wurde, sowie der sogenannte „Saunawagen“ (ein ganz kleiner Personenwagen) und zwei weitere ehemalige Personenwagen wurden nach der Stilllegung der Strecke Eigentum der Museumsbahn Jokioinen und im Eisenbahnmuseum Haapamäki in Haapamäki ausgestellt. Am 5. November 2016 wurde die Lokomotive an den niederländischen Privatsammler Wim Pater verkauft und am 20. November 2016 nach Deutschland überführt.